# 맷 셀먼

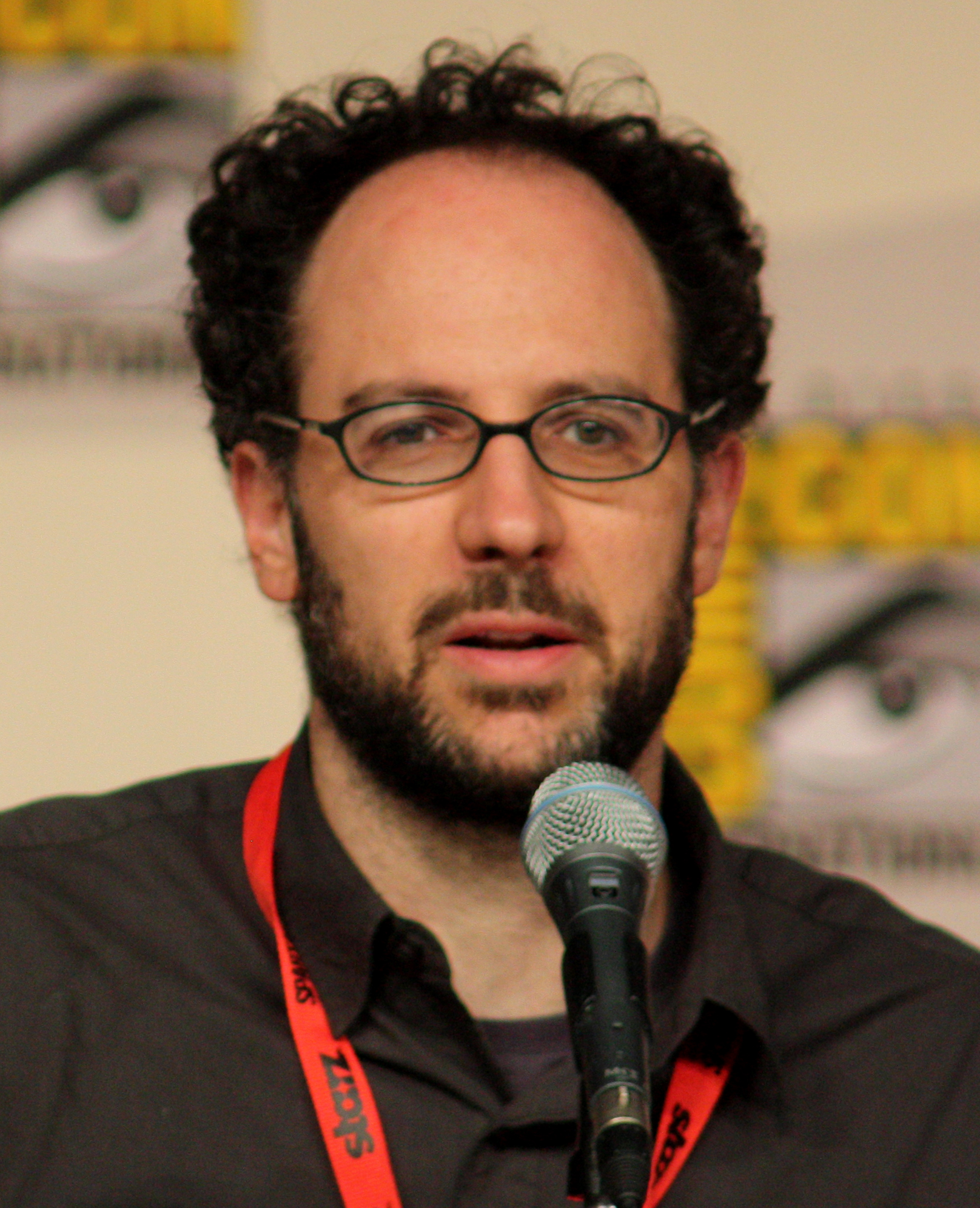

맷 셀먼(Matt Selman) 또는 매튜 셀먼(Matthew Selman 1971년 9월 9일 ~ )은 미국 작가이자 프로듀서이다.
셀먼(Selman)은 매사추세츠에서 자랐다. 그는 1989년 비버 컨트리 데이 스쿨(Beaver Country Day School)을 졸업했다. 그는 페실베니아 대학교(University of Pennsylvania)에서 역사를 공부하고 34번가 매거진(34th Street Magazine)의 편집장을 역임했다.

## 케리어
저널리즘 경력을 고려한 후 그는 텔레비전 작가가되기로 결정했다. 2년간의 실패한 스펙 스크립트 끝에 그는 결국 1996년에 세인필드(Seinfeld)의 에피소드를 쓰기 위해 고용되었다. 1997년 셀먼(Selman)은 심슨가족(The Simpsons)의 글쓰기 스태프에 합류하여 이후 총괄 프로듀서를 담당했다.

## 같이 보기
- 로버트 셀먼